# Erwin Haas
Erwin Haas (* 20. Juli 1945 in Offenbach am Main) ist ein ehemaliger deutscher Ruderer.

## Biografie
Erwin Haas belegte bei den Olympischen Sommerspielen 1972 in München zusammen mit Lutz Ulbricht den siebten Platz in der Zweier-ohne-Steuermann-Regatta. Beim Deutschen Meisterschaftsrudern 1974 gewann er mit Achter der Interessengemeinschaft der Offenbacher Rudervereine Bronze.